# 達爾班加縣
達爾班加縣是印度的一個縣，位於該國東北部，由比哈爾邦負責管轄，面積2,279平方公里，每年平均降雨量1,142毫米，2011年人口3,921,971，人口密度每平方公里1721人。

## 外部連結
- Darbhanga Information Portal
- Latest Darbhanga News （页面存档备份，存于）
- Darbhanga district website （页面存档备份，存于）